# Henri Turner
Pour les articles homonymes, voir Turner.
Henri Turner, né le 28 août 1892 à Harrisburg en Illinois et mort le 4 août 1970 à Oklahoma City en Oklahoma, est un médecin américain. Il a décrit le syndrome de Turner qui porte son nom en 1938 : femmes de petite taille, sans caractères sexuels secondaires, pli cutané latéral au cou.

## Biographie
Il a obtenu son diplôme de médecin à l'école de médecine de l'université de Louisville en 1921. Puis il a été nommé à la chaire de médecine à l'université d'Oklahoma.
C'est l'un des fondateurs de l'endocrinologie moderne. Turner a été impliqué dans la création de plusieurs journaux d'endocrinologie. Il fut longtemps secrétaire et président de la Société pour l'étude des sécrétions internes qui devint ensuite la Société Endocrine.
Son nom est perpétué dans le Henry H. Turner laboratoire du radio-isotope à la Fondation de la recherche médicale d'Oklahoma.